# Acanthophyllum korshinskyi
Acanthophyllum korshinskyi là loài thực vật có hoa thuộc họ Cẩm chướng. Loài này được Schischk. mô tả khoa học đầu tiên năm 1932.